# Nacionalni park Grand Teton
Nacionalni park Grand Teton jedan je od 58 nacionalnih parkova smještenih na području Sjedinjenih Američkih Država.

## Zemljopisni podaci
Ovaj se nacionalni park nalazi na sjeverozapadu savezne države Wyoming, južno od nacionalnog parka Yellowstone u blizini grada Jackson. Naziv je dobio po planini Grand Teton, koja je visinom od 4.197 m najviša planina planinskog vijenca Teton Range. Park zauzima površinu od 1.254,51 km2. U parku postoji približno 320 km staza za izletnike i planinare.

## Naziv
Park je dobio naziv po istoimenom planinskom vijencu Grand Teton, kojem je taj naziv dodijelo jedan francuski lovac jer ga je ovaj vijenac podsjećao na žensko tijelo. 

## Povijest
Još prije oko 12.000 godina Indijanci su u ovom području duž obala jezera Jackson Lake tijekom lova gradili svoje kampove. Jackson Hole je tisućama godina služio kao raskrižje putničkih i trgovačkih ruta.
Prvi bijelac koji je posjetio ovo područje bio je John Colter, član poznate ekspedicije Lewis i Clark, koji je ovdje boravio 1805. do 1806. Godine 1860. područje je posjetio geolog Ferdinand Vandeveer Hayden koji je bio član ekspedicije Raynolds. Jedan od prvih doseljenika, rančer imenom Pierce Cunningham, započeo je borbu za očuvanje krajolika današnjeg nacionalnog parka.
Godine 1897. tadašnji je glavni intedant nacionalnog parka Yellowstone Samuel Baldwin Marks Young predložio širenje parka prema jugu. Na taj je način htio zaštititi migracije velikih krda losova.

## Biljni i životnijski svijet

### Biljni svijet
Šume u se u ovom području uglavnom sastoje od dvije do tri različite vrste drveća koje rastu zajedno u određenom staništu, a Nacionalni park Grand Teton stanište je oko 1.000 različitih vrsta vaskularnih biljki. Neke od njih poput munike, bora, jele ili smreke obitavaju na nadmorskoj visini do 3.000 metara.

### Životnijski svijet
Nacionalni park Grand Teton je smješten u srcu većeg ekosustava Nacionalnog parka Yellowstone i jedan je od najvećih netaknutih umjerenih pojaseva ekosustava preostalih na zemlji. U ovom nacionalnom parku obitavaju sljedeće vrste:
- 5 vrsta vodozemaca,
- 6 vrsta šišmiša,
- više od 300 vrsta ptica uključujući bjeloglavog i surog orla,
- 17 vrsta mesoždera poput grizlija, mrkog medvjeda, pume, vuka ili kojota,
- 16 vrsta riba,
- više vrsta sisavaca,
- više vrsta beskralježnjaka,
- 4 vrste gmazova,
- 22 vrste glodavaca.

## Vanjske poveznice
- http://www.grand.teton.national-park.com/  Arhivirana inačica izvorne stranice od 28. lipnja 2010. (Wayback Machine)
- Grand Teton National Park Gallery (engl.)

## Ostali projekti
|  | Zajednički poslužitelj ima stranicu o temi Nacionalni park Grand Teton    |
|  | Zajednički poslužitelj ima još gradiva o temi Nacionalni park Grand Teton |